# アッシュル・ダイン・アプル
アッシュル・ダイン・アプル（アッカド語：Aššur-da’’in-aplu、「アッシュル神は後継者の裁判官なり」）は古代アッシリアの王子（アダシ王朝）でありša pān ekalliという称号を持つ宮廷の役人だった人物。ある手紙の中で彼は明確に「シャルマネセルの息子」とされている。この名前はアッシリアの王たちによってのみ使用された名前である。彼に言及する手紙の正確な年代は確立されていないが、ここで言及されているシャルマネセルはシャルマネセル3世（在位：前859年-前824年）もしくはシャルマネセル5世（在位：前727年-前722年）と考えられ、後者である可能性の方が高い。もし彼がシャルマネセル5世の息子であったなら、アッシュル・ダイン・アプルは父王の廃位と死、そしてサルゴン2世（在位：前722年-前705年）の即位の余波による政治的混乱を生き残り、さらにはその後もエサルハドン（在位：前681年-前669年）の治世頃に至るまで政治的に重要な地位に留まり続けていた。

## 史料と来歴
アッシュル・ダイン・アプルは、ニネヴェ市で発見されSAA 16, no. 99, l. 9′という番号が付けられた、日付の無い手紙で確認されている。この手紙はアッシリア王（具体的に誰であるのかは特定できない）宛てに書かれたものであった。この手紙は宮廷の慣習の復旧について述べており、「シャルマネセルの息子アッシュル・ダイン・アプル」の僕かつ書記であるカブティ（Kabtî）という人物に言及している。シャルマネセルという名前はアッシリアの諸王によってのみ使用された即位名であり、ここでいうアッシュル・ダイン・アプルの父シャルマネセルはシャルマネセル3世（在位：前859年-前824年）もしくはシャルマネセル5世（在位：前727年-前722年）のいずれかである。SAA 16, no. 98と呼ばれる他の現存する手紙もこのカブティという人物に関連付けられ、彼は自身を「王、我が主が ša pān ekalliの家に任命したる書記」と描写している。ša pān ekalliという称号は文字通りには「宮殿の前にいる者」という意味になり、王宮の管理業務に関与するある種の監督官と解釈することができる。カブティの手紙は宮廷の慣習が失われたことを論じており、恐らくこれと同じ問題がもう一方の手紙で解決されている。2つの手紙に登場するカブティは恐らく同一人物であるため、文中に登場するša pān ekalliはアッシュル・ダイン・アプルであっただろうと推測できる。
これらの手紙がどの王宛てであったのかは不明である。アッシリア学者ミッコ・ルーコ（Mikko Luukko）とグレタ・ヴァン・ブイレイル（Greta Van Buylaere）は2002年に宛先の王は恐らくエサルハドン（在位：前681年-前669年）またはシャムシ・アダド5世（在位：前824年-前811年）であったと論じた。シャムシ・アダド5世の父かつ前の王であるシャルマネセル3世にはアッシュル・ダイン・パル（アッカド語でアッシュル・ダイン・アプルと表記される）という息子がいたが、これがシャルマネセルの息子アッシュル・ダイン・アプルと同一人物であった可能性は低い。アッシュル・ダイン・パルはシャルマネセル3世に対して反乱を起こした人物であり、この反乱はシャムシ・アダド5世の治世も続いた。この事実は、アッシュル・ダイン・アプルの僕カブティが明らかに王を支持していることとあまり合致しない。この種の公的な通信文はエサルハドンやその直前の王たちの時代と比較してシャムシ・アダド5世やシャルマネセル3世の治世には稀なものであった。そしてこの2通の手紙が見つかったニネヴェは、エサルハドンの父かつ前の王であるセンナケリブ（在位：前705年-前681年）の時代まではアッシリアの首都ではなかった。
シャルマネセル5世はサルゴン2世（在位：前722年-前705年）によって廃位され王位を簒奪された。シャルマネセル5世の息子であったアッシュル・ダイン・アプルは何らかの手段で父王の治世の終わりの混乱と混沌を生き延び、政治的キャリアを維持することに成功した。そして恐らくサルゴン2世の孫エサルハドンの治世頃に至るまでša pān ekalliの地位を保っていた。